# Steve Park (Schauspieler)

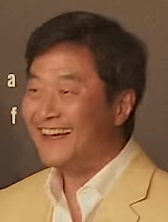
Stephan Park (2023)

Stephen „Steve“ Park ist ein US-amerikanischer Schauspieler und Komiker.

## Leben und Karriere
Stephen Park, in Filmabspännen meist Steve Park genannt, ist der Sohn koreanischer Einwanderer in die USA. Den Einstieg ins Showgeschäft machte er in den 1980er-Jahren als Stand-Up-Comedian. 1989 gab er sein Filmdebüt in Spike Lees Do the Right Thing, einem der meistdiskutierten Filme des Jahres, in dem er einen koreanischen Ladenbesitzer in einem von Afroamerikanern geprägten Viertel New York spielt. Daran schlossen sich Nebenrollen in weiteren Kinofilmen wie Kindergarten Cop (1990), Falling Down – Ein ganz normaler Tag (1993) und Fargo (1996) an; in letzterem Film hatte er einen besonders markanten Auftritt als Schulfreund von Frances McDormands Hauptfigur, der sie mit pathetischen Lügen ins Bett zu bekommen versucht. Von 1991 bis 1992 hatte er eine der Hauptrollen in der Sketchshow-Fernsehserie In Living Color.
1997 schrieb Park im Internet einen Artikel, in dem er das rassistische Verhalten eines Crewmitglieds am Set von Friends gegenüber dem asiatisch-amerikanischen Schauspieler James Hong beschrieb. Er beklagte darin auch generell, dass es asiatischstämmige Schauspieler im Filmgeschäft schwer hätten, Rollen außerhalb von Klischees und Stereotypen zu finden. Der Artikel bekam einige Aufmerksamkeit, doch für Park gingen die Rollenangebote in Hollywood für einige Zeit spürbar zurück. 1999 heiratete er die Schauspielerin Kelly Coffield Park (* 1962), das Ehepaar zog nach Brooklyn und bekam zwei Kinder. In dieser Zeit spielte er vor allem Theater.
Seit den späten 2000er-Jahren steht Park wieder vermehrt vor der Kamera. Im Fernsehen trat er seit den frühen 1990er-Jahren in Serien wie MacGyver, Mord ist ihr Hobby, Law & Order, Das Leben und Ich, Friends, Criminal Intent – Verbrechen im Visier, Person of Interest, Elementary und The Mindy Project als Gastdarsteller in Erscheinung. In der Serie Warrior spielt er seit 2019 eine wiederkehrende Nebenrolle. In Wes Andersons starbesetztem Film The French Dispatch übernahm er 2021 die Rolle des Polizeikochs Nescaffier. Zwei Jahre später folgte eine erneute Zusammenarbeit mit Anderson bei Asteroid City.

## Filmografie (Auswahl)
- 1989: Do the Right Thing
- 1990: Tod eines Polizisten (Kojak: Flowers for Matty, Fernsehfilm)
- 1990: Ein verrückt genialer Coup (Quick Change)
- 1990: Kindergarten Cop
- 1991: Showdown in Little Tokyo
- 1991–1992: In Living Color (Fernsehserie, 28 Folgen)
- 1992: MacGyver (Fernsehserie, Folge The Stringer)
- 1992: Toys
- 1992: Kuffs – Ein Kerl zum Schießen (Kuffs)
- 1993: Falling Down – Ein ganz normaler Tag (Falling Down)
- 1994: Mord ist ihr Hobby (Murder, She Wrote; Fernsehserie, Folge Death in Hawaii)
- 1995: Titan Wars (Computerspiel, Stimme)
- 1996: Red Ribbon Blues – Geschäft mit dem Tod (Red Ribbon Blues)
- 1996: Fargo
- 1996: Immer Ärger mit Sergeant Bilko (Sgt. Bilko)
- 1996/1997: Friends (Fernsehserie, 2 Folgen)
- 1998: Desperate Measures
- 1998: Das Leben und Ich (Boy Meets World; Fernsehserie, Folge Raging Cory)
- 1998/1999: Verrückt nach dir (Mad About You; Fernsehserie, 2 Folgen)
- 2004: Criminal Intent – Verbrechen im Visier (Fernsehserie, Folge Want)
- 2005/2008: Law & Order (Fernsehserie, 2 Folgen)
- 2007: Rocket Science
- 2008: Topjob - Showdown im Supermarkt (The Promotion)
- 2009: State of Play – Stand der Dinge (State of Play)
- 2009: A Serious Man
- 2009: Lieber verliebt (The Rebound)
- 2010: Morning Glory
- 2010: The Best and the Brightest
- 2011: White Collar (Fernsehserie, Folge Deadline)
- 2012: Price Check
- 2012: Schmerzensgeld – Wer reich sein will, muss leiden (The Brass Teapot)
- 2012/2013: Elementary (Fernsehserie, 2 Folgen)
- 2013: Der Fall Phil Spector (Phil Spector, Fernsehfilm)
- 2013: Snowpiercer
- 2014: The Gambler
- 2014/2015: The Mindy Project (Fernsehserie, 2 Folgen)
- 2015: Don Verdean
- 2017: Law & Order: Special Victims Unit (Fernsehserie, Folge Real Fake News)
- seit 2019: Warrior (Fernsehserie)
- 2020: Kajillionaire
- 2021: Phobias
- 2021: The French Dispatch
- 2023: Asteroid City
- 2023: Ghosted
- 2025: Mickey 17